# شركة الهند الغربية الدنماركية
شركة الهند الغربية ( باللغة الدنماركية det Vestindisk -Guineiske Kompagni أو Vestindisk Kompagni) كانت شركة جزر الهند الغربية الدنمركية وغينيا قامت بتشغيل جزر الهند الغربية الدنماركية ( جزر العذراء الأمريكية ) ، بالإضافة إلى ساحل الذهب الدنماركي ( غانا الحالية ).

## التاريخ
كانت جزر العذراء الأمريكية مستعمرة دنماركية لأكثر من قرنين من الزمان. و الدنماركيين استقر في سانت توماس في 1670، في سانت جون في 1718 وفي سينت كروا في 1733. شركة الدنمركية الهند الغربية تأسست بعد إنشائها في سانت توماس فترة وجيزة، في11 مارس 1671. يتم تطبيق "في غينيا يوم 30 أغسطس 1680.
الشركة تطورات بفضل تجارة مثلثية من قرن اسابع عشر إلى القرن الثامن عشر ، كانت الشركة مسؤولة عن إدارة المستعمرات العبيد الأفارقة إلى جزر الهند الغربية، ضد السكر الخام بعد تحويله إلى روم (شراب) ودبس السكر كان حتى عام 1754 ، عندما استولت الحكومة الدنماركية على إدارة جزر الهند الغربية.
في عام 1765 ، تم إنشاء شركة غينيا قصيرة الأجل للحفاظ على التجارة مع ساحل الذهب. تستقبل حصون كريستيان بورغ وفريدنسبورغ لمدة 20 عامًا . من ناحية أخرى، وعلى عكس الشركة القديمة، فإنه لا يحتكر التجارة.
التجارة مجانية لجميع الشركات في الدنمارك والنرويج وشليزفيغ وهولشتاين.
تم حل الشركة في عام 1776 ، بعد صعوبات مالية خطيرة. قبل عام، استعادت الحكومة الدنماركية بالفعل السيطرة على الحصون التي تم التنازل عنها في عام 1765.

## انظر أيضا

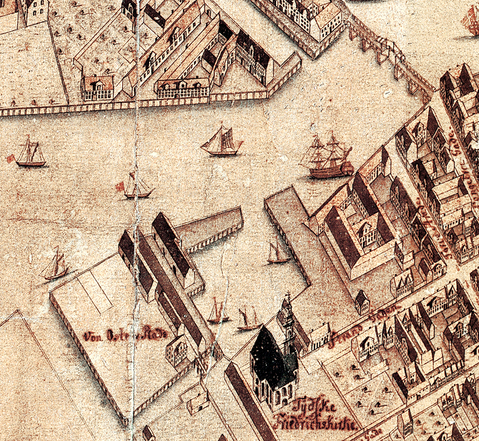
تفاصيل الخريطة توضح المقر الرئيسي لشركة شركة الدنماركية لجزر الهند الغربية ورصيفها في كريستيانشافن ، كوبنهاغن